# Svanen (stol)
 For alternative betydninger, se Svanen (flertydig). (Se også artikler, som begynder med Svanen)
Svanen er en stol designet af Arne Jacobsen. Den blev først produceret i 1958 for Royal Hotel i København og fremstilles af Fritz Hansen A/S.
Ny teknologi gjorde det muligt at forme møblerne i et hårdt skummateriale, som blev polstret og betrukket. Teknologien havde møbelproducenten Fritz Hansen sikret sig rettighederne til i midten af 1950’erne. Som en billedhugger kunne Arne Jacobsen modellere sine stole op i gips og ler, inden udviklingen fortsatte på fabrikken sammen med Fritz Hansens teknikere. Med denne teknologi udviklede Arne Jacobsen nogle af sine mest berømte møbler som Svanen, Ægget og Dråben.